# Lake Norden
Lake Norden és una població dels Estats Units a l'estat de Dakota del Sud. Segons el cens del 2000 tenia 432 habitants.

## Demografia
Segons el cens del 2000, Lake Norden tenia 432 habitants, 172 habitatges, i 99 famílies. La densitat de població era de 252,7 habitants per km².
Dels 172 habitatges en un 26,7% hi vivien nens de menys de 18 anys, en un 49,4% hi vivien parelles casades, en un 5,8% dones solteres, i en un 41,9% no eren unitats familiars. En el 38,4% dels habitatges hi vivien persones soles el 19,8% de les quals corresponia a persones de 65 anys o més que vivien soles. El nombre mitjà de persones vivint en cada habitatge era de 2,22 i el nombre mitjà de persones que vivien en cada família era de 3,01.
Per edats la població es repartia de la següent manera: un 21,8% tenia menys de 18 anys, un 7,2% entre 18 i 24, un 23,4% entre 25 i 44, un 19,2% de 45 a 60 i un 28,5% 65 anys o més.
L'edat mediana era de 43 anys. Per cada 100 dones de 18 o més anys hi havia 88,8 homes.
La renda mediana per habitatge era de 28.194 $ i la renda mediana per família de 42.000 $. Els homes tenien una renda mediana de 26.667 $ mentre que les dones 14.063 $. La renda per capita de la població era de 14.852 $. Entorn del 7,4% de les famílies i el 14,2% de la població estaven per davall del llindar de pobresa.

## Poblacions més properes
El següent diagrama mostra les poblacions més properes.